# Jennifer Ayache
Jennifer Ayache (ur. 9 listopada 1983 w Cannes) – wokalistka zespołu Superbus, do tej pory wydała wraz z zespołem 3 płyty: Aeromusical, Pop'n'gum oraz Wow.